# Pegomya intermedia
Pegomya intermedia este o specie de muște din genul Pegomya, familia Anthomyiidae. A fost descrisă pentru prima dată de Johann Wilhelm Meigen în anul 1826.
Este endemică în Germania. Conform Catalogue of Life specia Pegomya intermedia nu are subspecii cunoscute.